# Yigoga brunneopicta
Yigoga brunneopicta är en fjärilsart som beskrevs av Corti 1933. Yigoga brunneopicta ingår i släktet Yigoga och familjen nattflyn. Inga underarter finns listade i Catalogue of Life.